# Brian Uribe
Braian Matías Uribe (Mar del Plata, Argentina, 16 de agosto de 1991) es un futbolista argentino surgido del grupo de Aldosivi. Actualmente se desempeña en Boca Juniors de Cali de la Categoría Primera B.

## Clubes
| Club                  | País      | Año           |
| --------------------- | --------- | ------------- |
| Aldosivi              | Argentina | 2010-2013     |
| Alvarado              | Argentina | 2013-2014     |
| El Tanque Sisley      | Uruguay   | 2014-2015     |
| San Martín de Tucumán | Argentina | 2015          |
| Deportivo Armenio     | Argentina | 2016          |
| Alvarado              | Argentina | 2016          |
| CAI San Cayetano      | Argentina | 2017          |
| Deportivo Madryn      | Argentina | 2018-2019     |
| Boca Juniors de Cali  | Colombia  | 2020          |
| CAI San Cayetano      | Argentina | 2021-presente |